# Новосущёвский переулок
Новосущёвский переулок — улица в Москве в районе Марьина Роща Северо-Восточного административного округа, между улицей Образцова и Новосущёвской улицей. Назван в 1954 году по прилеганию к Новосущёвской улице.

## Расположение

Еврейский музей и центр толерантности. Вид и вход с Новосущёвского переулка

Новосущёвский переулок является продолжением Минаевского переулка и проходит с запада на восток параллельно 2-му Вышеславцеву переулку от Новосущёвской улицы до улицы Образцова. По правую сторону переулка находится Бахметьевский гараж.

## Транспорт
По переулку проходят трамвайные маршруты 9, 50 и электробусный маршрут с510.

## Учреждения и организации

Дворец культуры МИИТ, 2017 год

- № 4 — детская музыкальная школа № 19 имени Н. П. Ракова; Методический кабинет по учебным заведениям искусств и культуры комитета по культуре г. Москвы;
- № 6 — Дворец культуры МИИТ (1920-е, архитектор С. Герольский)[1].